# ذا ساتردايس
ذا ساتردايس (بالإنجليزية: The Saturdays)‏ ومعناه السبوت وهي فرقة فتيات إنكليزية إيرلندية تتكون الفرقة من مولي كينغ وأونا هيلي وفانيسا وايت مع عضوات سابقات في فرقة إس كلوب جونيورز المكونة من فرانكي سانفورد وراكيل هوميس تشكلت هذه الفرقة في سنة 2007 في مدينة لندن عاصمة المملكة المتحدة وهن تغنين البوب.

## روابط خارجية
- ذا ساتردايس على موقع IMDb (الإنجليزية)
- ذا ساتردايس على موقع ميوزك برينز (الإنجليزية)
- ذا ساتردايس على موقع أول ميوزيك (الإنجليزية)
- ذا ساتردايس على موقع ديسكوغز (الإنجليزية)